# 1881 aux Territoires du Nord-Ouest
Chronologie des Territoires du Nord-Ouest
- 1877
- 1878
- 1879
- 1880
- 1881
- 1882
- 1883
- 1884
- 1885

Cette page concerne des événements d'actualité qui se sont produits durant l'année 1881 dans le territoire canadien des Territoires du Nord-Ouest.

## Politique
- Premier ministre : David Laird (Lieutenant-gouverneur des Territoires du Nord-Ouest) puis Edgar Dewdney (Lieutenant-gouverneur des Territoires du Nord-Ouest)
- Commissaire :
- Législature :

## Événements
- La population du territoire est de 56 446 habitants